# アタカパ

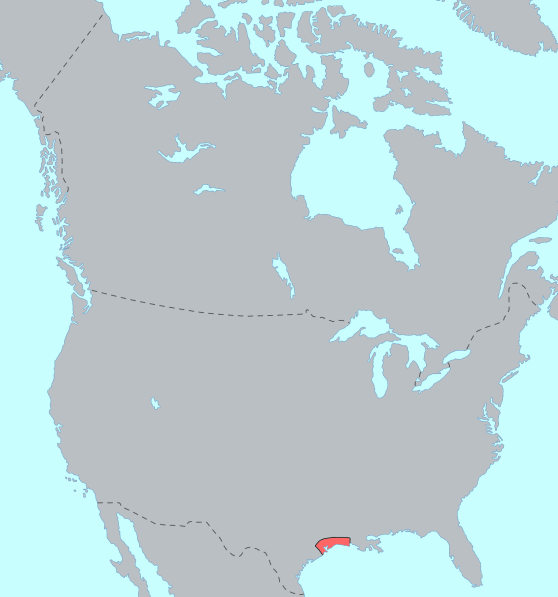
ヨーロッパ人との接触以前にアタカパ族の住んでいた領域

アタカパ（Atakapa）またはアッタカパン（Attacapan）は、アメリカ南東部文化の複数のインディアン部族の連合体で、メキシコ湾沿岸に住む部族の共通言語を持つ。「イシャク（Ishak）」とも名乗り、これは「人間」という意味である。

## 歴史
彼らが支配した領域はテキサス州のトリニティ川とガルベストン湾から、ルイジアナ州のバイユー・テシュとヴァーミリオン湾まで広がる。彼らは小さな獲物を狩り、魚類、根、液果類、貝類を食し、作物も植えた。アタカパの名は、チョクトー語で「人々を食べる人」という意味の「ハッタカパ」（hattak＝人、apa=食べる）から派生しているが、これはメキシコ湾岸の人々の、戦勝儀式として敵の遺体の一部を食べる食人の習慣を表している。
1528年、西部アタカパの部族の一つが難破したスペインの探検家アルバル・ヌニェス・カベサ・デ・バカと乗組員たちを救助した。デ・バカは1535年までアタカパと暮らし、彼らを「体格の優れた人々」と描写している。
ルイジアナの開拓が始まる1700年代までには、かつて数万人いたと推定されるアタカパの人口は数百人にまで減少していた。18世紀に起こった天然痘の流行により、アタカパは絶滅寸前にまで追い込まれた。1760年にフランス人のガブリエル・フュズリエ・ド・ラ・クレール（Gabriel Fuselier de la Claire）が東部アタカパ族の酋長キネモ（Kinemo）からヴァーミリオン川とバイユー・テシュの間の土地を全て買い取り、アタカパは西へと移住していった。

## 現在
現在、ルイジアナ州とテキサス州にアタカパ族は分散している。どちらもアメリカ連邦政府の部族公認は打ち切られて「絶滅部族」扱いとなっており、保留地（Reservation）を持てないでいる。2007年にもテキサス・アタカパ族が部族認定申請を行っているが、保留されたままとなっている。アタカパには黒人との混血が進んだ者が多く、連邦政府による部族の承認を難しくしている。
アタカパはアタカパ語を使用していたが、20世紀初めに死語となった。現在、アタカパの間でアタカパ語を復活させる試みがなされている。